# شهر المسائل
پانزدهمین ماه از ماه‌های سال ۳۶۱ روزه آیین بیانی است که توسط سید علی محمد باب در کتاب چهارشآن به آن اشاره شده است.
- الأسماء کلشیئ - چهار شآن

همچنین
پانزدهمین ماه از ماه‌های ۱۹گانه در گاه‌شماری بهائی است که مثل همه ماه‌های این گاه‌شماری دارای ۱۹ روز می‌باشد.

## مرگ‌ها
قتل ملا محمدعلی زنجانی در قیام بابیان زنجان مصادف با سه شنبه (یوم الفضال) چهارده ماه مسائل سال اول تقویم بدیع بیانی